# ROF Cardiff
ROF Cardiff (titolo esteso per Royal Ordnance Factory Cardiff) è stata una fabbrica di armi della Royal Ordnance Factory. Fu aperta a Llanishen, Cardiff, nel 1940 per la costruzione di pistole e altre armi durante la seconda guerra mondiale. C'erano oltre 20.000 persone che lavoravano lì. Nel 1960, entrò a far parte dell'Atomic Weapons Establishment, e la fabbrica ha reso componenti per il programma di armi nucleari nel Regno Unito. Tutta la produzione è cessata nello stabilimento nel febbraio 1997. Il sito è stato successivamente demolito.